# 김철우 (정치인)
김철우(金鐵宇, 1964년 9월 28일~)은 대한민국의 정치인이다. 제45·46대 전라남도 보성군수(민선 7·8기, 2018~)이다.

## 학력
- 득량남초등학교 졸업
- 득량중학교 졸업
- 1980~1983 벌교상업고등학교 졸업
- 1999~2003 광주대학교 디지털경제금융학 학사
- 2003~2005 광주대학교 대학원 경제금융학 석사
- 2006~2008 조선대학교 대학원 경영학 박사

## 경력
- 1998.07~2002.06: 제3대 전라남도 보성군의회 의원(초선, 득량면)
- 2002.07~2006.06: 제4대 전라남도 보성군의회 의원(재선, 득량면)
- 2006.07~2010.06: 제5대 전라남도 보성군의회 의원(3선, 나 선거구)
  - 2006.07~2010.06: 제5대 전라남도 보성군의회 전반기, 후반기 의장
- 더불어민주당 중앙당 부대변인
- 더불어민주당 전라남도당 조직담당 부위원장
- 2017.12~: 북방경제협력위원회 전문위원
- 2018.07~: 제45·46대 민선 7·8기 전라남도 보성군수(재선)
- 2022.08~2024.07 제7대 남해안남중권발전협의회 회장
- ~2024.06: 전남시장군수협의회 사무총장

## 전과
- 공무집행방해, 폭력행위등처벌에관한법률위반: 징역 1년, 집행유예 2년 - 1992년 9월 24일 선고[1]
- 건설산업기본법위반: 벌금 200만원 - 2005년 2월 16일 선고[1]

## 역대 선거 결과
|  | 50.82% |

|  | 62.25% |

|  | 19.76% |

|  | 50.89% |

|  | 0% |